# Lăng Ba

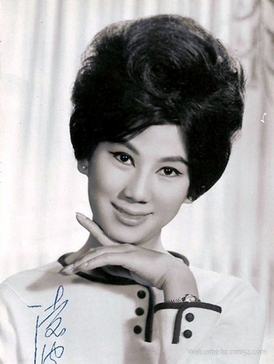
1960s

Lăng Ba (tiếng Anh: Ivy Ling Po, chữ Hán: 凌波; sinh ngày 16 tháng 11 năm 1939), tên thật là Hoàng Dụ Quân (黃裕君), sinh ra ở Sán Đầu, Quảng Đông. Bà được công chúng biết đến rộng rãi với vai trò một diễn viên và nghệ sĩ ca kịch. Trong sự nghiệp diễn xuất, Lăng Ba ghi đậm dấu ấn của mình qua các bộ phim Hoàng Mai nổi tiếng ở thập niên 1960, đặc biệt là Lương Sơn Bá – Chúc Anh Đài (The Love Eterne) năm 1963. Bộ phim này cũng chính là cột mốc lớn đánh dấu thời điểm bà từ một diễn viên ít tên tuổi sau một đêm trở thành ngôi sao sáng trên bầu trời điện ảnh châu Á.
Trước khi đến với cái tên "Lăng Ba", Hoàng Dụ Quân sử dụng nhiều tên gọi khác nhau theo từng thời điểm. Lúc còn nhỏ, bà bị bán làm con nuôi cho một gia đình ở Hạ Môn, lúc đó bà có tên là Quân Hải Đường (君海棠). Khi Dụ Quân ở tuổi thiếu niên, người mẹ nuôi bắt bà phải theo nghiệp diễn, bước chân vào ngành điện ảnh Hong Kong. Trong những vai diễn đầu tiên, bà đóng các phim tiếng Hạ Môn Phúc Kiến (Amoy Hokkien) và sử dụng nghệ danh là Tiểu Quyên (小娟), sau đó thì chuyển sang đóng các phim tiếng Quảng Đông dưới cái tên Thẩm Nhạn (沈雁). Cuối cùng, bà tham gia vào hãng phim Thiệu thị Huynh đệ (Shaw Brothers Studio), đóng các phim tiếng Quan Thoại và chính thức lấy nghệ danh Lăng Ba (凌波), tiến đến địa vị một minh tinh đầy danh vọng.
Hơn thế nữa, bằng tài năng và tên tuổi của mình, Lăng Ba đã góp phần quan trọng trong việc bảo tồn loại hình nghệ thuật ca kịch Hoàng Mai trước guồng xoay của nền công nghiệp giải trí.

## Sự nghiệp

### Thập niên 1950 – 1960
Hoàng Dụ Quân sinh ra tại Sán Đầu và có một khoảng thời gian sống tại Hạ Môn, Trung Quốc. Năm 1949, bà cùng mẹ nuôi trốn sang Hong Kong. Bà bắt đầu đóng phim năm 12 tuổi với vai diễn đầu tiên trong một bộ phim có tên là Love of Young People (1951). Lúc đó bà lấy nghệ danh Tiểu Quyên. Giai đoạn này, bên cạnh việc đóng hơn 50 bộ phim tiếng Phúc Kiến, bà cũng tham gia lồng tiếng cho nhiều công ty điện ảnh và đặc biệt là các bộ phim kịch Hoàng Mai của hãng Thiệu thị Huynh đệ. Năm 1962, nhờ việc lồng tiếng cho nhân vật Giả Bảo Ngọc trong bộ phim Hồng lâu mộng của Thiệu Thị, tài năng của Dụ Quân được đạo diễn Lý Hàn Tường (李翰祥) chú ý. Ngay lập tức, ông chọn bà vào vai nam chính Lương Sơn Bá trong bộ phim Lương Sơn Bá – Chúc Anh Đài mà ông làm đạo diễn (đóng cặp với nữ minh tinh nổi tiếng lúc bấy giờ là Lạc Đế). Từ bộ phim này, bà bắt đầu lấy nghệ danh Lăng Ba. Phim đạt thành công vang dội. Các giám khảo tại giải Kim Mã lần thứ 2 đã vô cùng ấn tượng với diễn xuất cũng như tài giả trai của Lăng Ba, đến nỗi họ phải trao thêm một "giải thưởng đặc biệt dành cho nam diễn viên xuất sắc nhất".
Một năm sau đó, nhờ vai nữ tướng Hoa Mộc Lan trong bộ phim cùng tên, Lăng Ba đã thắng giải Diễn viên xuất sắc nhất trong Liên hoan phim châu Á lần thứ 11, đồng thời mang về cho mình danh hiệu Nữ hoàng Điện ảnh châu Á. Tại Liên hoan phim châu Á lần thứ 12, Lăng Ba tiếp tục giành được giải thưởng Tài năng đa năng nhất (Most Versatile Talent) với vai hoàng tử trong bộ phim Vạn cổ lưu phương (The Grand Substitution – 1965) và vai thư sinh trong bộ phim Ngư mỹ nhân (The Mermaid – 1965). Từ đó cái tên Lăng Ba trở thành bảo chứng doanh thu cho thể loại phim kịch Hoàng Mai và thường được giao diễn vai nam. Với thành tích bất bại qua nhiều năm, bà luôn nằm trong danh sách mười đại minh tinh của điện ảnh Hồng Kông thông qua các cuộc bình chọn thường niên của báo giới. Đặc biệt, bà luôn đứng vị trí số một trong các cuộc bình chọn của tạp chí Cinemart.
Cuối thập niên 60, phim kịch Hoàng Mai rơi vào giai đoạn thoái trào, Lăng Ba đã thử chuyển hướng qua các vai diễn thuộc thể loại phim võ thuật cũng như phim đương đại và đạt được nhiều thành công. Nhờ vai diễn một người vợ bất hạnh (đóng cặp với diễn viên Quan San) trong bộ phim Phong hoả vạn lý tình (Too Late for Love – 1967), bà giành được giải Nữ diễn viên xuất sắc nhất của Liên hoan phim Kim Mã.

### Thập niên 1970 – 1980
Năm 1975, thủ vai Long Dụ hoàng hậu trong bộ phim Khuynh quốc khuynh thành (Empress Dowager) của đạo diễn Lý Hàn Tường, Lăng Ba thắng giải Nữ diễn viên phụ xuất sắc nhất. Điều đáng chú ý là đất diễn trong phim không nhiều, nhưng bà vẫn giành được giải thưởng này trước một sự cạnh tranh rất khốc liệt. Cuối năm 1975, sau khi kết thúc hợp đồng với hãng Thiệu thị, bà bắt đầu tham gia đóng các bộ phim truyền hình và một số phim điện ảnh khác cùng chồng là diễn viên Kim Hán (金漢). Trong số đó, vai diễn trong bộ phim Ngã phụ, ngã phu, ngã tử (My Father, My Husband, My Son) – kể về cuộc đời thăng trầm của một phụ nữ từ lúc thanh xuân cho đến tuổi xế chiều – đã mang về cho bà giải thưởng Nữ diễn viên xuất sắc nhất của Liên hoan phim Kim Mã. Lần cuối cùng bà xuất hiện với tư cách diễn viên là trong bộ phim Kim Yến Tử (Golden Swallow – 1987), vai một phù thủy độc ác. Sau đó Lăng Ba chính thức giải nghệ và di cư cùng gia đình (chồng và ba con) đến Toronto, Ontario, Canada năm 1989.

### Thập niên 2000
Năm 2002, Lăng Ba có một cuộc tái xuất ngoạn mục khi kết hợp cùng nữ diễn viên kỳ cựu của Thiệu Thị  là Hồ Cẩm (胡錦) dựng lại vở Lương Sơn Bá – Chúc Anh Đài. Hai diễn viên ngày trước vào vai Tứ Cửu và Ngân Tâm là Lý Côn (李昆) và Nhậm Khiết (任洁) cũng tham gia vào phiên bản này với vai trò tương ứng. Sau đó Lăng Ba lưu diễn rộng rãi vở kịch dưới hình thức sân khấu tại các nước Malaysia, Singapore, Đài Loan và Hoa Kỳ. Cũng vì sự thành công của chuỗi lưu diễn, hai năm sau, Lăng Ba quyết định dựng lại vở kịch ở Đài Loan để nói lời tri ân đến khán giả. Ngoài ra, hai bộ đĩa DVD liên quan cũng được Rock Record xuất bản vào năm 2003.
Thừa thắng xông lên, bà đã thực hiện nhiều buổi biễu diễn ở Đài Loan, Mỹ và Malaysia. Trong số đó, hai buổi hoà nhạc tại Thành phố Giải Trí Genting ở Malaysia năm 2005 đã trở thành một kỷ niệm đáng nhớ khi có sự góp mặt của Hồ Cẩm, Tần Tường Lâm và Nhạc Hoa – những ngôi sao điện ảnh một thời và cũng là những người bạn tri kỷ của Lăng Ba. Cũng trong sự kiện này, một lượng khán giả lớn từ khắp các nước Mỹ, Úc, Đài Loan và Hồng Kông đã hội tụ về đây để tỏ lòng ái mộ.
Năm 2006, Lăng Ba trở về Hong Kong để biểu diễn cho buổi hoà nhạc Everlasting Golden Hits (gồm nhiều nghệ sĩ tham gia)  tổ chức ở Hương Cảng Thể dục quán (Hong Kong Coliseum). Tại đây, bà đã trình diễn những bài hát tủ của mình trích từ phim Lương – Chúc, với sự phối hợp của Uông Minh Thuyên (汪明荃) trong vai Chúc Anh Đài. Không những vậy, bà còn khiến khán giả phấn kích khi tái hiện hình ảnh mạnh mẽ của nhân vật Giao Đạo (郊道) trong vở Huyết thủ ấn (血手印 – The Crimson Palm 1964). Cũng từ đó, các ca khúc gắn liền với tên tuổi của Lăng Ba được sống lại thông qua các bản cover của Tĩnh Đình (静婷), Chân Ni (甄妮), Dao Tố Dung (姚蘇蓉) trong nhiều năm liên tiếp.